# Northwest Aroostook (Maine)
Northwest Aroostook – terytorium niezorganizowane w hrabstwie Aroostook, w stanie Maine. Według spisu powszechnego z 2010 roku, populacja terytorium wynosiła 10 osób.